# Autódromo Eduardo Copello
Autódromo Eduardo Copello – argentyński tor wyścigowy, położony w pobliżu miejscowości San Juan, w prowincji San Juan, otwarty 8 października 1967 roku.
Tor ten wykorzystywany jest obecnie do rozgrywania wyścigów takich serii jak: TC 2000, Turismo Carretera, Súper TC 2000 oraz Top Race.

## Historia
Tor Autódromo Eduardo Copello otwarty został w dniu 8 października 1967 roku. Szybko tor ten stał się jednym z najlepszych torów wyścigowych w Ameryce Południowej i ikoną prowincji San Juan. Inżynierowie, którzy byli odpowiedzialni za projektowanie i budowę toru to: Roman Petrini i Alberto Olivera. Głównym inżynierem budowy toru był Hugo Montes Romani, który był wówczas ministrem robót publicznych w prowincji San Juan.
W 1968 roku po raz pierwszy odbył się na tym torze wyścig z serii Turismo Carretera.
W 1973 roku, na torze zorganizowano festiwal z okazji Narodowego Dnia Słońca.